# Barathrum: V.I.T.R.I.O.L.
Barathrum: Visita Interiora Terrae Rectificando Invenies Occultum Lapidem (V.I.T.R.I.O.L.) è il primo album del gruppo statunitense Absu, pubblicato nel 1993 per l'etichetta Gothic Records, dopo cinque demo e un VHS autoprodotto. Il CD originale fu pubblicato in edizione limitata di 900 copie. È stato ripubblicato nel 1994 da Osmose records con una copertina differente e poi ancora nel 1997 con la copertina originale e tre tracce live.

## Tracce
1. An Involution of Thorns - 3:07
2. Descent to Acheron (Evolving into the Progression of Woe) - 4:33
3. An Equinox of Fathomless Disheartenment - 3:13
4. The Thrice is Greatest to Ninningal - 4:59
5. Infinite and Profane Thrones - 6:19
6. Fantasizing to the Third of the Pagan Vision (Quoth the Sky, Nevermore) Act II - 5:26
7. An Evolution of Horns - 3:09

### Tracce bonus dell'edizione 1997
1. The Coming of War (Live, registrata in Belgio il 21 aprile 1995)
2. The Thrice is Greatest to Ninningal (Live, registrata in Germania il 26 aprile 1995)
3. Never Blow Out the Eastern Candle (Live, registrata in Belgio il 21 aprile 1995)

## Formazione
Tracce in studio
- Proscriptor McGovern - voce, batteria
- Shaftiel - voce, chitarra
- Equitant Ifernain - basso
- David Athron Mystica - chitarra
- Black Massith - tastiere

Tracce bonus live
- Proscriptor - batteria, voce
- Shaftiel - chitarra, voce
- Equitant - chitarra
- Mezzadurus (Bloodstorm) - voce, basso